# Шефердсон, Майк
Майкл Фрэнсис (Майк) Шефердсон (англ. Michael Francis (Mike) Shepherdson; 12 декабря 1930 — 13 февраля 2016, Бангсар) — малайский хоккеист на траве, полузащитник; крикетист, бэтсмен; футболист, вратарь. Участник летних Олимпийских игр 1956 года, бронзовый призёр летних Азиатских игр 1962 года.

## Биография
Майк Шефердсон родился 10 декабря 1930 года.
Занимался хоккеем на траве, крикетом и футболом.
В хоккее на траве считался лучшим центральным полузащитником Малайи в свою эпоху.
В 1956 году вошёл в состав сборной Малайи по хоккею на траве на летних Олимпийских играх в Мельбурне, занявшей 9-е место. Играл на позиции полузащитника, провёл (по имеющимся данным) 3 матча, мячей не забивал.
Дважды участвовал в хоккейных турнирах летних Азиатских игр: в 1958 году в Токио малайцы заняли 4-е место, в 1962 году в Джакарте завоевали бронзовые медали.
В крикете выступал на позиции бэтсмена. В 1961 году, выступая за сборную Малайи, сделал 132 пробежки в матче со сборной Гонконга. Был одним из новаторов крикета, использовав особую технику для противостояния быстрой подаче.
Был капитаном сборных Малайи по хоккею на траве и крикету, став первым, кому это удалось.
В футболе играл на позиции вратаря, выступал за ФА «Селангор».
Умер 13 февраля 2016 года в пригороде Бангсар малайзийского города Куала-Лумпур.

## Память
В 2011 году был введён в Зал славы Олимпийского комитета Малайзии.